# セントタマニー郡 (ルイジアナ州)

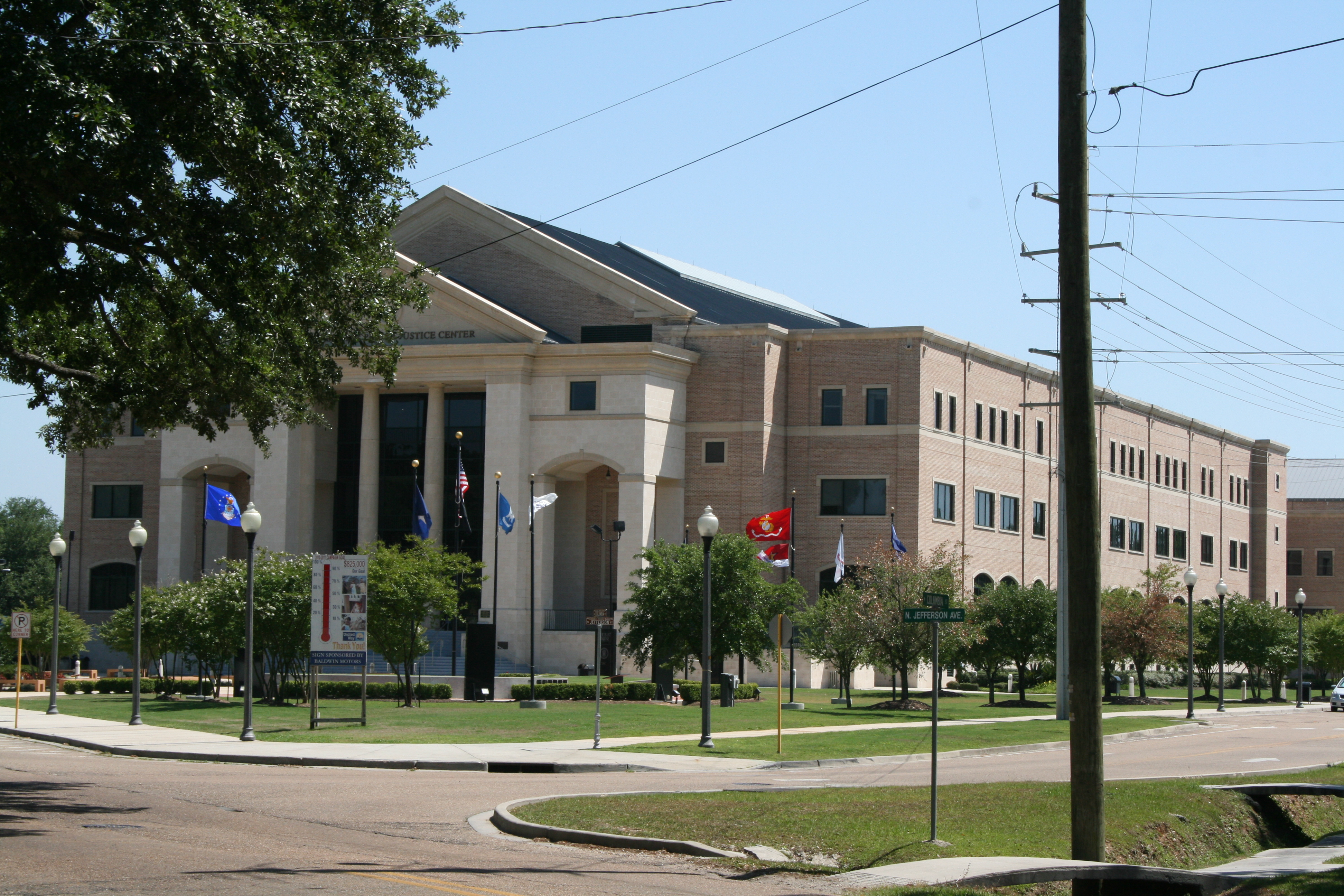
セントタマニー郡裁判所、コビントン市

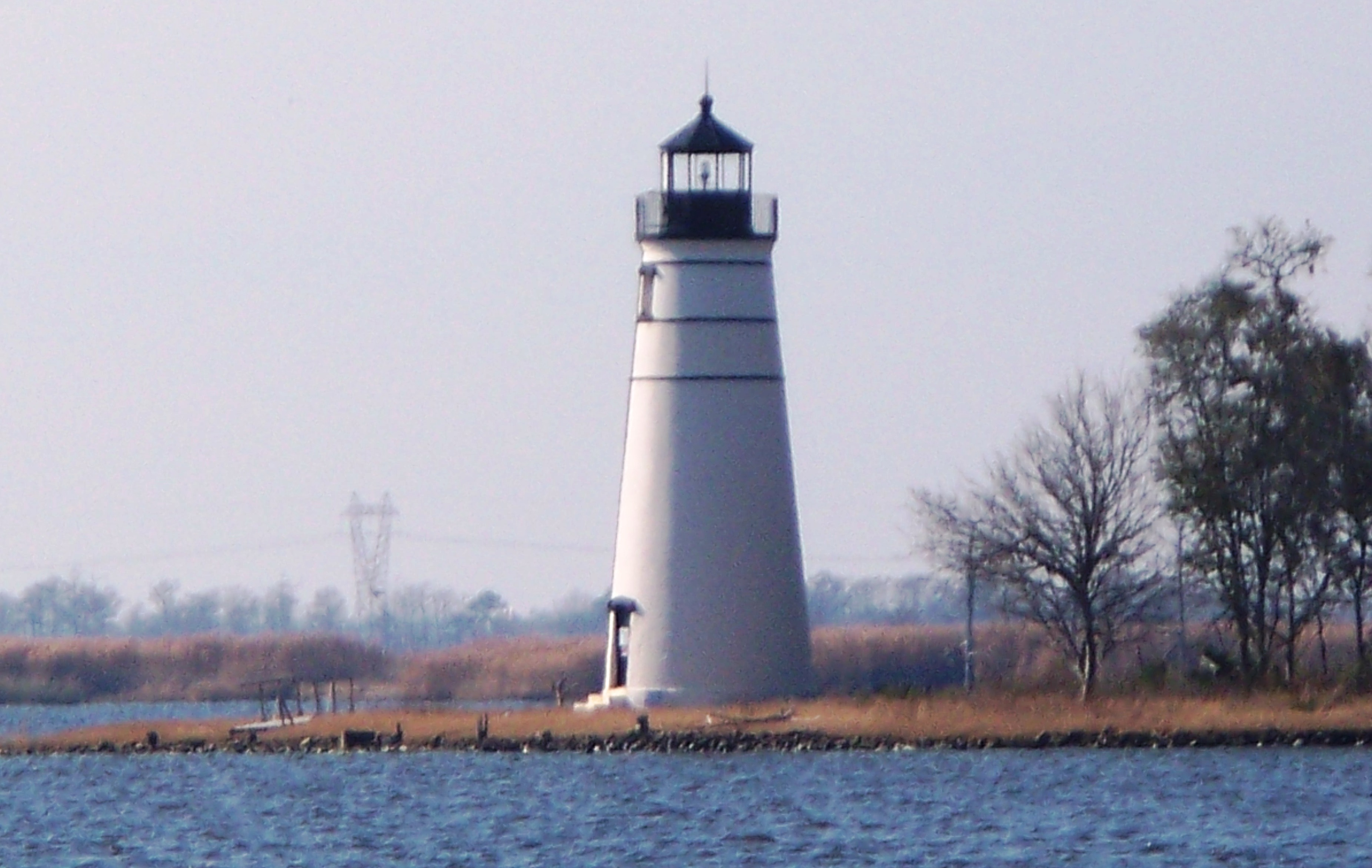
マディソンビルのチュファンクト川灯台、1837年建設、ポンチャートレイン湖の北岸に立っている

セントタマニー郡（英: St. Tammany Parish）は、アメリカ合衆国ルイジアナ州の東部に位置する郡である。人口は26万4570人（2020年）。郡庁所在地はコビントンであり、同郡で人口最大の町はスライデルである。
セントタマニー郡はニューオーリンズ・メテリー・ケナー都市圏に属している。
セントタマニー郡はポンチャートレイン湖の北にあるので、ニューオーリンズ都市圏の中では「北岸」と呼ばれている。都市圏の中では最も裕福な郡であり、公立学校の仕組みがあり、政治的には保守的と見られている。
2007年に出版された『ムーン・ハンドブックス・ニューオーリンズ：ケイジャンの国と川の道路など』では、ニューオーリンズ市の近くに住みたいが、市内には住みたくない人々が、セントタマニー郡の人口を増やしている可能性があると言っている。

## 歴史

### 前史時代
1699年、フランス人探検家ピエール・ル・モワン・ディーバービルが現在のセントタマニー郡となった地域を始めて訪れたヨーロッパ人となった。ディーバービルはその日誌に「私が居る場所はこれまで見た中でも美しい所であり、草の無い良い土地である。湖の北には松の木に硬木が混じった森林である。土壌は砂が多く、バッファローやシカの群れが見られる」と記した。
この地域には昔、多くのインディアン部族が住んでおり、例えばコラピサ族、バイユーゴーラ族、チカソー族、ビロクシ族、チョクトー族、ペンサコーラ族などだった。ただし、フレデリック･S・エリスはその著作『セントタマニー郡：ロートル・コテ・デュ・ラク』で、地域でも著名なチョクトー族は、ヨーロッパ人が入り始めた後でこの地域に入ってきたと主張している。

### 西フロリダ
フランスがニューオーリンズの町を設立し発展させた後で、フランス人がこの地域に入り始めた。主要な産業は森林から作られるピッチ、タール、テレビン油および天然樹脂の製造だった。
フレンチ・インディアン戦争でフランスが敗れた後、セントタマニー郡を初めフロリダ郡部の地域はイギリス領西フロリダの一部になった。イギリスがアメリカ独立戦争で敗れた後は、イギリス続いてスペインが西フロリダを統治した。この西フロリダの時代に、13植民地での迫害を逃れようとしたイギリス人ロイヤリストを多く集めた。その後1810年に西フロリダ革命が起こり、90日間続いた西フロリダ共和国の後で、この地域はアメリカ合衆国に併合された。

### 郡の創設と命名
1810年、アメリカ合衆国大統領ジェームズ・マディソンが、西フロリダをルイジアナの一部だと宣言し、ウィリアム・C・C・クレイボーンを派遣してその領土を接収した。クレイボーンはフロリダ郡部（現在のルイジアナ州北東部8郡）の境界線を設定した。このときセントタマニー郡を設立し、郡名はデラウェア族インディアンの酋長タマネンド（1628年頃-1698年）に因んで名付けた。タマネンドはペンシルベニア州でウィリアム・ペンと友好関係を築いた人物であり、その善良さで知られている。ルイジアナ州にはその州昇格以前に設立された郡名の頭に「セント」が付く郡が9つあるが、セントタマニー郡のみがローマ・カトリック教会から認知された聖人ではなかった。事実、タマネンドはキリスト教徒であったという確証はなく、ましてカトリック教徒ではなかった。しかし、その死後長い時間が経ったアメリカ独立戦争後の時代に、「アメリカの守護聖人」として民間に崇敬されていた。

### 19世紀
1830年代初期、郡内には夏の避暑地であるコビントンと、造船と製材所の町であるマディソンビルの2つの町しかなかった。コビントンの南からポンチャートレイン湖北岸まで、東のミシシッピ州との州境であるパール川までの地域は、コビントン低地と呼ばれていた。この地域には現在のマンデビル、アビタスプリングス、ラコーム、スライデル、パールリバーの町ができた。マンデビルは1834年に設立され、地域の多くの樹木から発されるオゾンが健康に良いと信じられ（後に嘘だと分かった）、地域の名前として「オゾン・ベルト」が広まったので、ニューオーリンズの富裕層のための保養地として発展した。ポンチャートレイン湖を渡す渡し舟の定期便運行が始まり、その後間もなくもう一つの保養地としてアビタスプリングスの町が造られた。1880年代に建設された鉄道がコビントンから、アビタスプリングス、マンデビルを通ってニューオーリンズと繋がれ、特にアビタスプリングスは地下水の泉水が健康浴に良いとされたので、大きく成長した。

### 20世紀

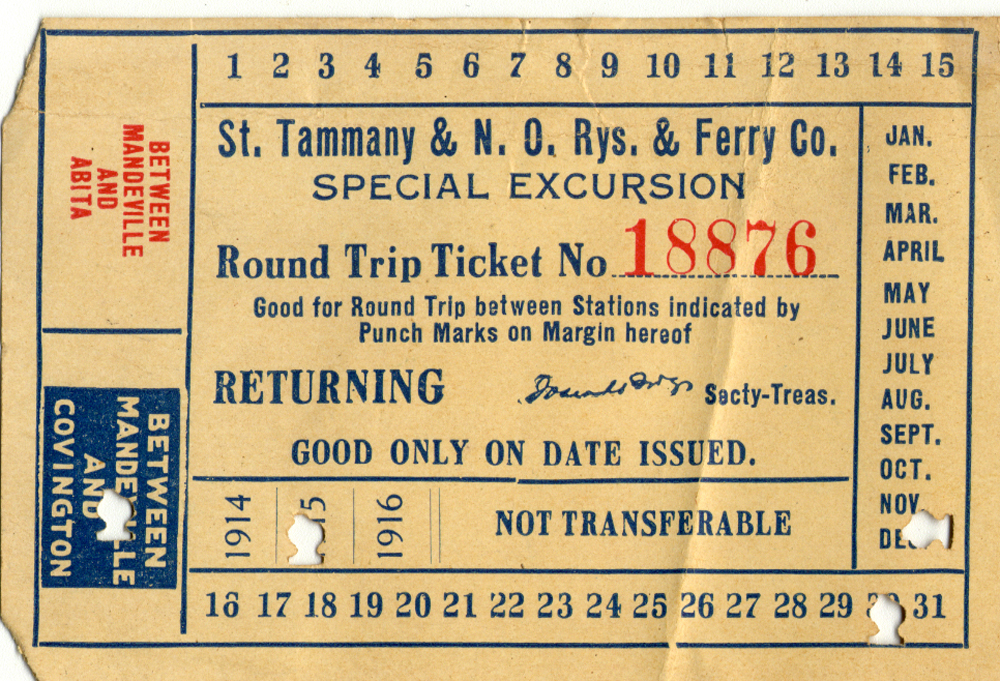
セントタマニー・アンド・ニューオーリンズ鉄道・フェリー会社の往復キップ、マンデビルからコビントンまで有効であることを示すパンチ穴がある。1915年12月30日

ニューオーリンズとその郊外からセントタマニー郡へ高速道路が完成し（ポンチャートレイン湖コーズウェイと州間高速道路10号線ツインスパン）、郡はベッドタウンとして発展し始めた。郡東部にあるスライデル市の周辺では都市スプロール現象が初めて起こった。ポンチャートレイン湖コーズウェイは1956年に完成してメテリー郊外と郡西部を結んだが、マンデビル、コビントン、マディソンビルなどの町が成長を始めたのは1960年代後半になってからだった。1950年代の郡内は人口が少なくほとんど田園部だったが、2005年にハリケーン・カトリーナが上陸した後は人口が20万人を超えてきた。
2008年、シェブロンの地域本社がニューオーリンズ中心街からコビントン郊外のオフィスパークに移転してくると、ベッドタウンとして通勤者の多かった郡内がより多様化し独立した経済を持つ郡に変化してきた。

### 2005年ハリケーン・カトリーナ
2005年にハリケーン・カトリーナが郡内東部を通過した。8月29日午前9時45分頃に、台風の目がカテゴリー3の勢力を保ったまま郡の真上を通過した。スライデル、アベリーエステイツ、レイクショアエステイツ、オークハーバー、イーデンアイルズ、ノースショアの町が、内陸6マイル (10 km) に及んだ高潮で浸水した。この高潮はラコーム、マンデビル、マディソンビルなど全長57マイル (92 km) の海岸線（湖岸線）全てに被害を与えた。リゴレット海峡（ポンチャートレイン湖の出口）での高潮は波動抜きで16フィート (4.9 m) に達し、マディソンビルでも7フィート (2.1 m) あった。台風の目から西よりの風が吹き、リゴレット海峡がボトルネックになったので、郡東部では2度目の高潮が襲った。
州間高速道路10号線ツインスパンのスライデルからニューオーリンズ東の間の区間が破壊され、水に浸かった。ポンチャートレイン湖コーズウェイとポンチャートレイン湖の南北を繋ぐ11号線橋は、緊急車両のみに開放された。
アメリカ国道190号線の南、ラコームから州境まで、最初の調査と救出活動が行われた。消防第1一区とセントタマニー郡保安官事務所が住民3,000人以上を避難させ、危険性の高かった約300人を救出した。この救出活動で無線による会話が行われたが、電話の緊急通報機能は10日間働かなかった。公益事業サービスはどこも使えなかった。非常用発電機は病院と特定の避難所でのみ使えた。病院は発電機の能力一杯に動かした。
ハリケーンの風で樹木や電信柱が郡域全体で倒され、交通が麻痺した。瓦礫の処理は2007年まで掛かり、660万立方ヤード (4,800,000 m3) 以上の瓦礫が集められた。水路の瓦礫処理は少なくとも2009年まで続けられた。
ハリケーン・カトリーナによる洪水、強風で48,792軒の家屋が損傷を受けた。

## 地理
アメリカ合衆国国勢調査局に拠れば、郡域全面積は1,124平方マイル (2,912 km2)であり、このうち陸地850平方マイル (2,190km2)、水域は279平方マイル (722 km2)で水域率は24.79％である。

### 主要高規格道路
| - 州間高速道路10号線 - 州間高速道路12号線 - 州間高速道路59号線 - アメリカ国道11号線 - アメリカ国道90号線 - アメリカ国道190号線 | - ルイジアナ州道21号線 - ルイジアナ州道22号線 - ルイジアナ州道25号線 - ルイジアナ州道36号線 - ルイジアナ州道40号線 - ルイジアナ州道41号線 |

### 隣接する郡
- ワシントン郡 - 北
- パールリバー郡 (ミシシッピ州) - 北東
- ハンコック郡 (ミシシッピ州) - 東
- オーリンズ郡 - 南、南東（ポンチャートレイン・コーズウェイを介して24.5マイル (39 km) 先）
- ポンチャートレイン湖 - 南
- ジェファーソン郡 - 南西
- タンジパホア郡 - 西

### 国立保護地域
- ビッグブランチ湿地国立野生生物保護区
- ボーグチット国立野生生物保護区（部分）

### 州立保護地域
- パール川野生生物管理地域
- ラムゼイサバンナ湖野生生物管理地域

## 人口動態
以下は2000年国勢調査による人口統計データである。
| 基礎データ - 人口: 191,268人 - 世帯数: 69,253 世帯 - 家族数: 52,701 家族 - 人口密度: 86人/km2（224人/mi2） - 住居数: 75,398軒 - 住居密度: 34軒/km2（88軒/mi2） 人種別人口構成 - 白人: 87.03% - アフリカン・アメリカン: 9.90% - ネイティブ・アメリカン: 0.43% - アジア人: 0.74% - 太平洋諸島系: 0.03% - その他の人種: 0.61% - 混血: 1.26% - ヒスパニック・ラテン系: 2.48% 年齢別人口構成 - 18歳未満: 28.4% - 18-24歳: 7.3% - 25-44歳: 29.9% - 45-64歳: 24.3% - 65歳以上: 10.0% - 年齢の中央値: 36歳 - 性比（女性100人あたり男性の人口） - 総人口: 96.1 - 18歳以上: 92.4 | 世帯と家族（対世帯数） - 18歳未満の子供がいる: 39.3% - 結婚・同居している夫婦: 61.4% - 未婚・離婚・死別女性が世帯主: 11.0% - 非家族世帯: 23.9% - 単身世帯: 19.7% - 65歳以上の老人1人暮らし: 6.7% - 平均構成人数 - 世帯: 2.73人 - 家族: 3.15人 収入と家計 - 収入の中央値 - 世帯: 47,883米ドル - 家族: 55,346米ドル - 性別 - 男性: 41,876米ドル - 女性: 25,996米ドル - 人口1人あたり収入: 22,514米ドル - 貧困線以下 - 対人口: 9.7% - 対家族数: 7.6% - 18歳未満: 11.8% - 65歳以上: 10.1% |

## 2008年と2004年の大統領選挙
近年のセントタマニー郡は共和党を強く支持し続けており、2008年も例外ではなかった。2008年の大統領選挙で、共和党のジョン・マケインは総投票数の76％、83,078票を獲得し、対する民主党のバラク・オバマは23％、24,596票だった。同年のアメリカ合衆国上院議員選挙では、民主党現職のメアリー・ランドルーが勝利したが、セントタマニー郡では勝てなかった。対抗馬の共和党ジョン・ニーリー・ケネディが61％、65,150票を獲得し、ランドルーは36％、39,429票に終わった。2004年の大統領選挙では、共和党のジョージ・W・ブッシュが75％、75,139票を獲得し、対する民主党のジョン・ケリーは24％、24,662票だった。2008年のマケインが2004年のブッシュよりも高い支持率を集めたのは、共和党支持者の多いセントバーナード郡住民がハリケーン・カトリーナ後に多く移転してきたからと推定されている。

## 都市と町

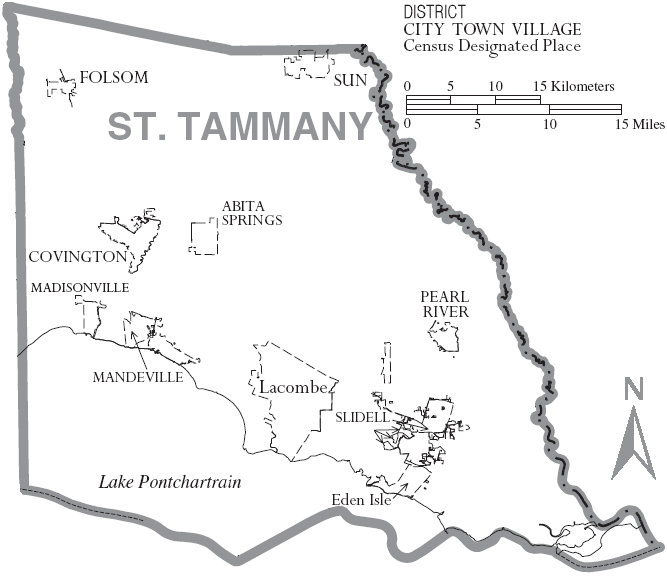
セントタマニー郡図

### 都市
- コビントン - 郡庁所在地
- マンデビル
- スライデル

### 町
- アビタスプリングス
- マディソンビル
- パールリバー

### 村
- フォルサム
- サン

### 国勢調査指定地域
- イーデンアイル
- ラコーム

### 未編入の町
アルトンなど未編入の町は30を数える。

## 教育

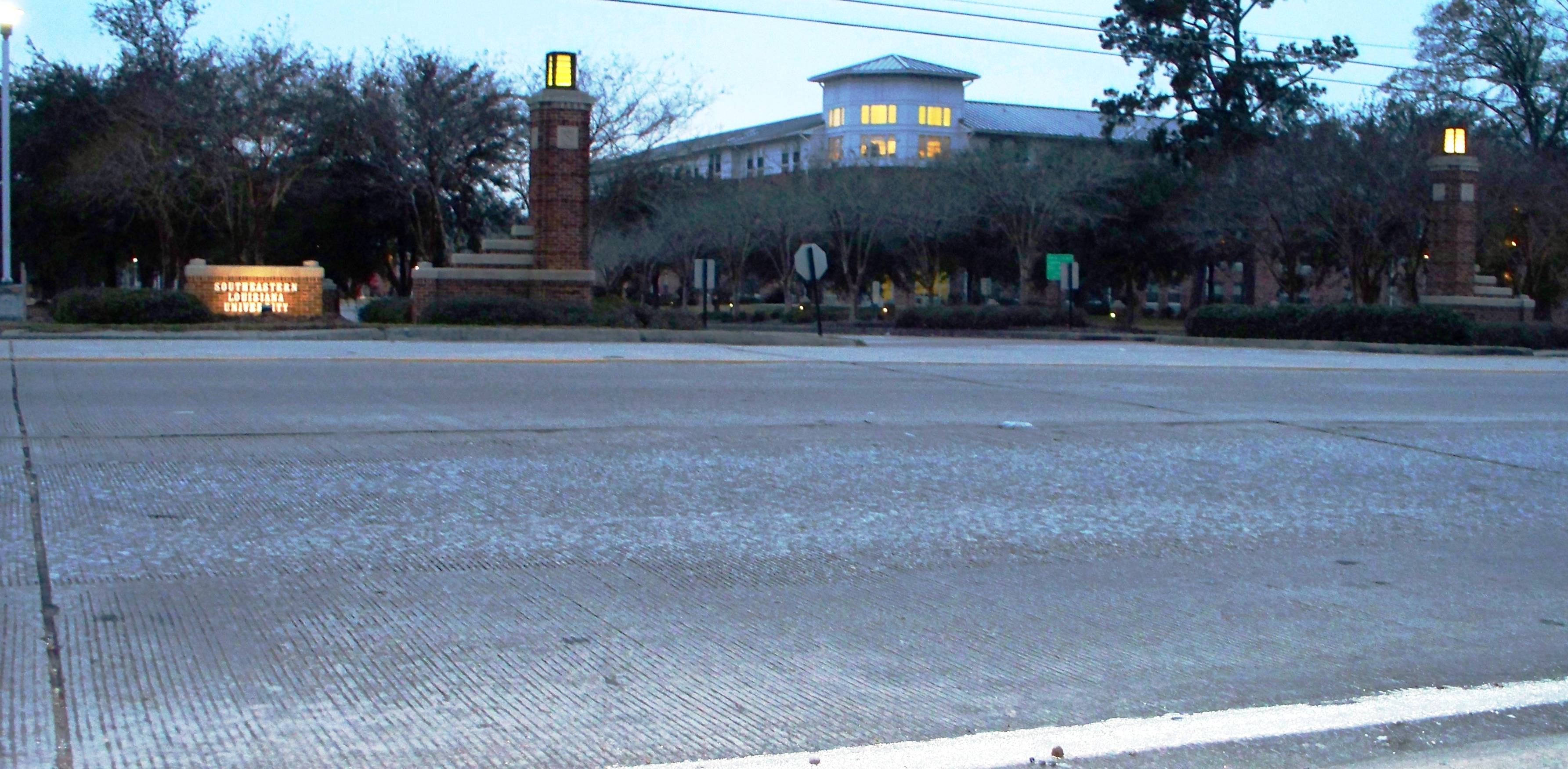
セントタマニー・ホール、サウスイースタン・ルイジアナ大学主玄関に行くにはこの建物を通る

セントタマニー郡教育委員会が地元の公立学校を運営している。郡内にはサウスイースタン・ルイジアナ大学キャンパスにはセントタマニー・ホールがある。

### 地理
- Heinrich, P. V., R. P. McCulloh, and J. Snead, 2007, Bogalusa 30 x 60 minute geologic quadrangle, Louisiana Geological Survey, Baton Rouge, Louisiana.
- Heinrich, P. V., R. P. McCulloh, and J. Snead, 2004, Gulfport 30 x 60 minute geologic quadrangle, Louisiana Geological Survey, Baton Rouge, Louisiana.
- McCulloh, R. P., P. V. Heinrich, and J. Snead, 2003, Ponchatoula 30 x 60 minute geologic quadrangle, Louisiana Geological Survey, Baton Rouge, Louisiana.

座標: 北緯30度24分 西経89度58分 / 北緯30.40度 西経89.96度